# NGC 7139
NGC 7139 ist ein planetarischer Nebel im Sternbild Kepheus, welcher etwa 4.600 Lichtjahre von der Erde entfernt ist. 
NGC 7139 wurde am 5. November 1787 von dem deutsch-britischen Astronomen Friedrich Wilhelm Herschel entdeckt.